# Akashi Kaikyō-bron
Akashi Kaikyō-bron är en hängbro i Japan. Utöver hängteknikerna är bron även förstärkt med fackverkskonstruktion. Bron byggdes för att vara en del i ett nationellt vägnätverk i Japan och är en av Honshu-Shikoku-broarna. Den sammanbinder Kobe och Keihanshinområdet på ön Honshu med ön Awaji. Bron går över Akashisundet (Akashi kaikyō) och har sex körfiler (tre i vardera riktningen).
Jordbävningen i Kobe 1995 skedde vid en tid då bron stod halvfärdig, men trots att konstruktionen då var som mest sårbar skadades den inte. Brofästena flyttades på grund av jordbävningen cirka en meter i förhållande till varandra och ritningarna behövde göras om för det fortsatta arbetet.
Bron var, när den öppnades, världens längsta hängbro med sina 3911 meter och ett huvudspann på 1991 meter. I mars 2022 öppnades 1915 Çanakkale-bron i Turkiet som är längre och därmed är Akashi Kaikyō-bron den näst längsta i världen. Bygget av bron startade 1988 och tio år senare, 1998, stod bron klar och öppnade för trafik den 5 april samma år. Över bron går vägen som binder ihop östra Shikoku och Awaji med Japans största ö Honshu. I originalplanerna var tanken att bron skulle innehålla både väg och järnväg, men när man 1985 beslutade att bron skulle byggas tog man bort planerna på järnväg.
Nattetid är bron belyst med röda, gröna och blå lampor och med hjälp av datorer skapas en effektfull ljussättning som skiftar beroende på årstid och helgdagar.